# Ferronordita-(Ce)
La ferronordita-(Ce) és un mineral de la classe dels silicats, que pertany al grup de la nordita. Rep el nom per la seva relació amb la nordita-(Ce) i el seu contingut en ferro.

## Característiques
La ferronordita-(Ce) és un silicat de fórmula química Na₃SrCeFe2+Si₆O17. Cristal·litza en el sistema ortoròmbic. La seva duresa a l'escala de Mohs oscil·la entre 5 i 5,5.
Segons la classificació de Nickel-Strunz, la ferronordita-(Ce) pertany a «09.DO - Inosilicats amb 7-, 8-, 10-, 12- and 14-cadenes periòdiques» juntament amb els següents minerals: piroxferroïta, piroxmangita, pel·lyïta, nordita-(Ce), nordita-(La), manganonordita-(Ce), ferronordita-(La), alamosita i liebauïta.

## Formació i jaciments
Va ser descrita amb exemplars de dos indrets del districte de Lovozero, a l'óblast de Múrmansk (Rússia): la vall del riu Chinglusuai i el mont Karnasurt. També ha estat descrita a les muntanyes Bolshoi Punkaruaiv, Kedykverpakhk i Malyi Punkaruaiv, totes elles també al districte de Lovozero.